# Mande-Saint-Étienne
Mande-Saint-Étienne is een dorp in de Belgische provincie Luxemburg. Het ligt in Longchamps, een deelgemeente van Bastenaken. De plaats ligt meer dan vijf kilometer ten zuidwesten van het centrum van Longchamps en ligt dichter bij de kern van Bastogne dan die van Bertogne.

## Geschiedenis
De plaats werd genoemd naar patroonheilige Stefanus (Frans: Saint-Étienne), als onderscheid met Mande-Sainte-Marie, dat meer dan vier kilometer ten zuiden ligt in de huidige gemeente Vaux-sur-Sûre.
Op het eind van het ancien régime werd Mande-Saint-Étienne een gemeente. De gemeente werd in 1823 al opgeheven en aangehecht bij buurgemeente Longchamps.

## Bezienswaardigheden
- De Église Saint-Étienne

## Verkeer en vervoer
Mande-Saint-Étienne ligt langs de expresweg N4 van Namen en Marche-en-Famenne naar Bastenaken en Aarlen.
Deelgemeenten: Bastenaken · Bertogne ·Flamierge ·Longchamps · Longvilly · Noville · Villers-la-Bonne-Eau · Wardin

Overige dorpen: Al-Hez · Arloncourt · Benonchamps · Berhain · Bethomont · Bizory · Bourcy · Bras · Champs · Cobru · Compogne · Fagnoux · Fays · Flamisoul · Foy · Frenet · Gives · Givroulle · Givry · Hardigny · Harzy · Hemroulle · Horritine · Isle-la-Hesse · Isle-le-Pré · Livarchamps · Losange · Lutrebois · Lutremange · Luzery · Mande-Saint-Étienne · Mageret · Marenwez · Marvie · Michamps · Moinet · Monaville · Mont · Neffe · Oubourcy · Rachamps · Recogne · Remoifosse · Rolley · Rouette · Roumont · Salle · Savy · Senonchamps · Troismont · Tronle · Vaux · Wicourt · Wigny · Withimont

Belgische gemeenten · Arrondissement Aarlen · Luxemburg · Wallonië